# Église de l'Observance
L'église des Cordeliers de l'Observance était une église affectée au culte catholique, elle était située sur la rive droite de la Saône en amont du château de Pierre Scize dans l'actuel 9e arrondissement de Lyon, en bas de l'actuelle montée de l'Observance.
Terminée en 1496, elle est la dernière église gothique du lyonnais.
Détruite par les Protestants en 1562, elle est reconstruite ensuite. En ruine en 1846, elle est remplacée par une chapelle et finalement démolie en 1936.

## Histoire
Les frères franciscains, appelés Cordeliers car ils portent une cordelière, doivent respecter ou observer la règle de Saint-François d'Assise.
Un prédicateur de Dijon Jean Tisserand se fixe à Lyon, sur les conseils du roi, pour ramener les Franciscains à une observance plus régulière dans l'esprit d'origine.
Un moine franciscain de Dole, le frère Jean Bourgeois, prédicateur et confesseur du roi, obtient de celui-ci l'autorisation d'établir un couvent sur un domaine en bord de la Saône, dans le faubourg de Vaise. Hors des portes de Lyon, l'hôpital des Deux Amants dépend du chapitre de Saint-Paul depuis le XIIe siècle. L'édifice est en ruine, il est supprimé le 14 novembre 1492 par une bulle du pape Alexandre VI.
Ils sont une vingtaine de frères mineurs de l'Observance, ils se mettent à déblayer et à prévoir le plan d'un monastère que le roi avait promis de fonder. Ils engagent des ouvriers payés par les deniers royaux.
Le 25 mars 1493, le roi Charles VIII et la reine Anne de Bretagne posent la première pierre du couvent et de l'église de l'Observance. Celle-ci est placée sous le vocable de Notre-Dame des Anges. Plusieurs membres de la noblesse et de l'épiscopat sont présents : Louis, duc d'Orléans futur Louis XII, Pierre II de Bourbon, Jean Baile, archevêque d'Embrun, Jean de Rély, grand aumônier du roi. En 1496, la construction de l'église s'achève en même temps que les bâtiments conventuels .
En 1562, lors des Guerres de Religion, les édifices sont en partie détruits au passage du baron des Adrets. Les ornements et quelques livres de chanterie auraient été mis à l'abri.
Plusieurs chapelles s'ajoutent à l'église en 1563, avec l'argent des marchands lyonnais et italiens de Lyon. On remarque particulièrement au nord la chapelle des Lucquois qui se distingue comme « une des plus belles qu'il y ait à Lyon », en 1741, selon André Clapasson.

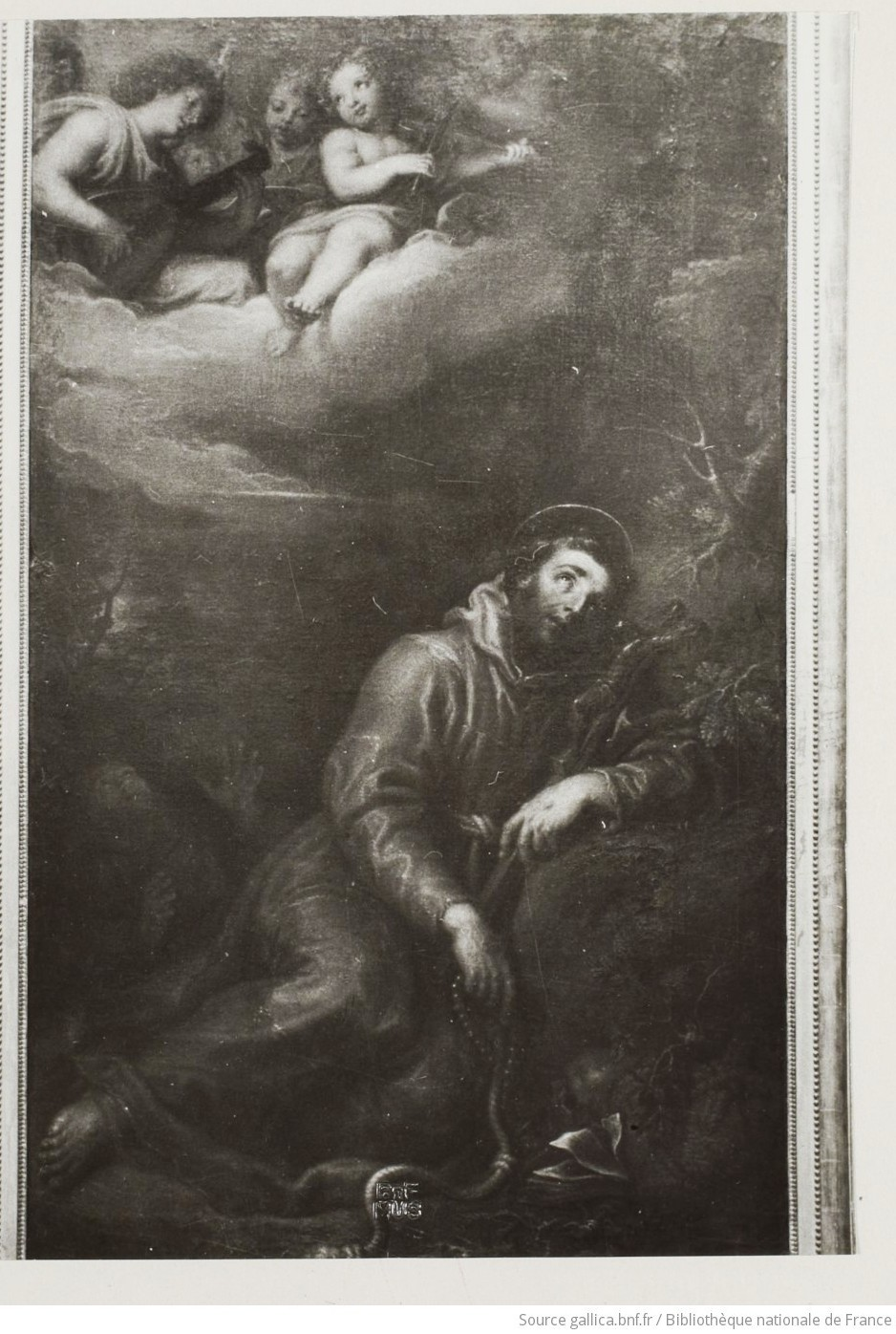
Francesco Vanni - Vision de Saint François

La chapelle d'inspiration italienne aurait été construite sur des plans Michel-Ange, (mais aucun document ne le confirme) ; Claude Brossette la décrit ainsi : « À chacun de ses coins, il y a une grande colonne isolée, d'ordre corinthien, faisant face à deux pilastres sur chaque angle et terminée par un entablement ». Les piliers sont si gros que « c'est tout ce que peuvent faire deux hommes que de les embrasser », écrit en 1598 le voyageur Jacques Espinchard. Celui-ci évoque aussi un tableau commandé en 1599 par le cardinal Bonviso Bonvisi, originaire de Lucques dont la famille de marchands et de banquiers est installée à Lyon. Peint par Francesco Vanni, la Vision de Saint-François d'Assise est très admirée, cette œuvre a été acquise par différents collectionneurs, elle se trouve maintenant Rhode Island School of Design à Providence, (Etats -Unis). Reproduit par le graveur Cornelis Galle il sera l'objet de nombreuses copies.
En 1612, le roi Louis XIII renouvelle les privilèges des Observants de Lyon « d’avoir en propriété trois bateaux sur la Saône pour venir aux approvisionnements de blé, vin, bois, légumes et autres denrées ».
Les chanoines comtes de Saint-Jean rendent justice dans ce lieu.
Sur le site même de la chapelle, des vestiges d'un édifice romain ont été retrouvés : « des chapiteaux en marbre de colonnes et de pilastres, des restes d'un bas-relief représentant un personnage ailé ».
- Église des XVe et XVIe siècles

Église des
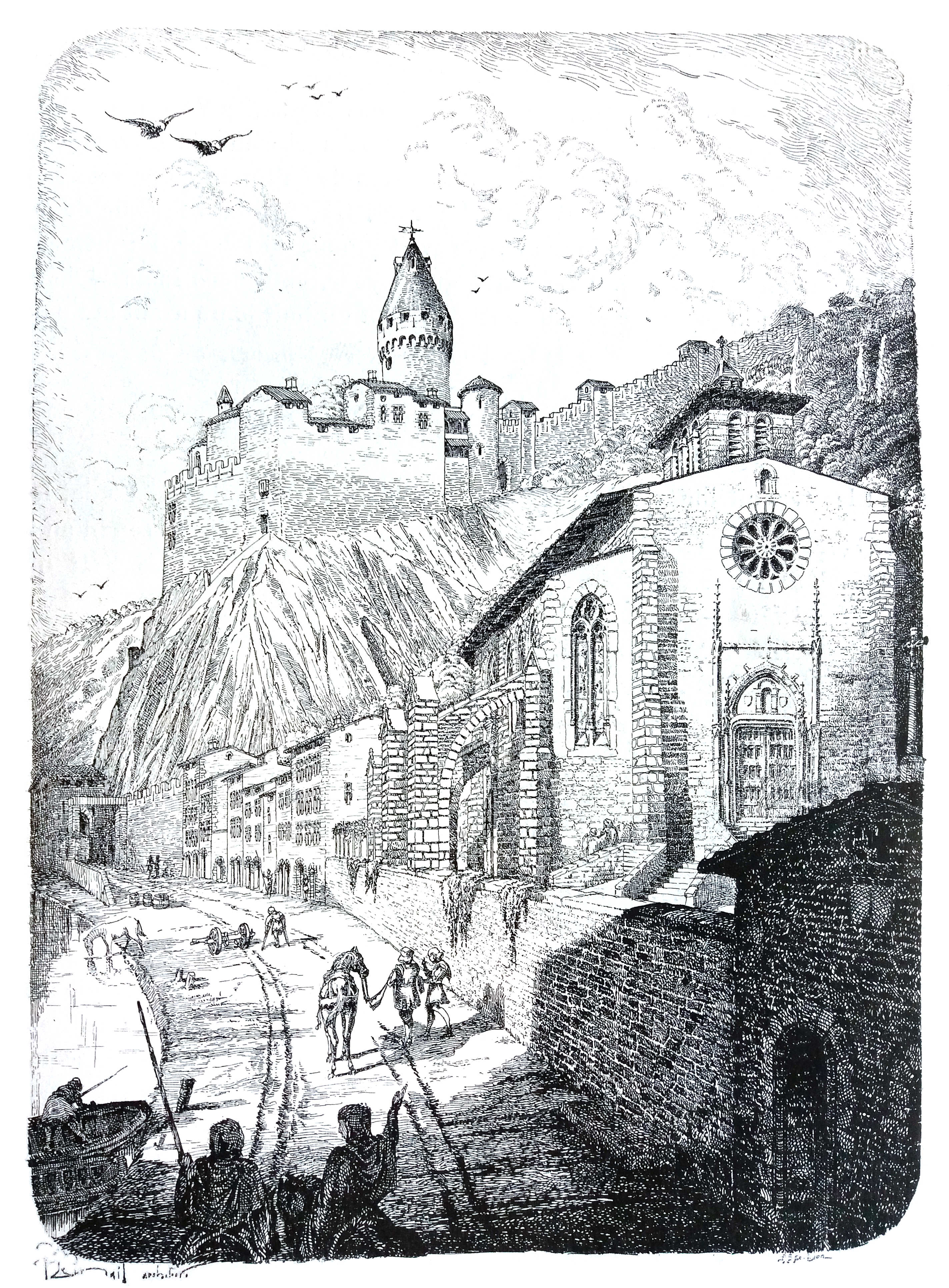
Le château de Pierre-Scize et la chapelle de l'Observance au XVIe siècle.
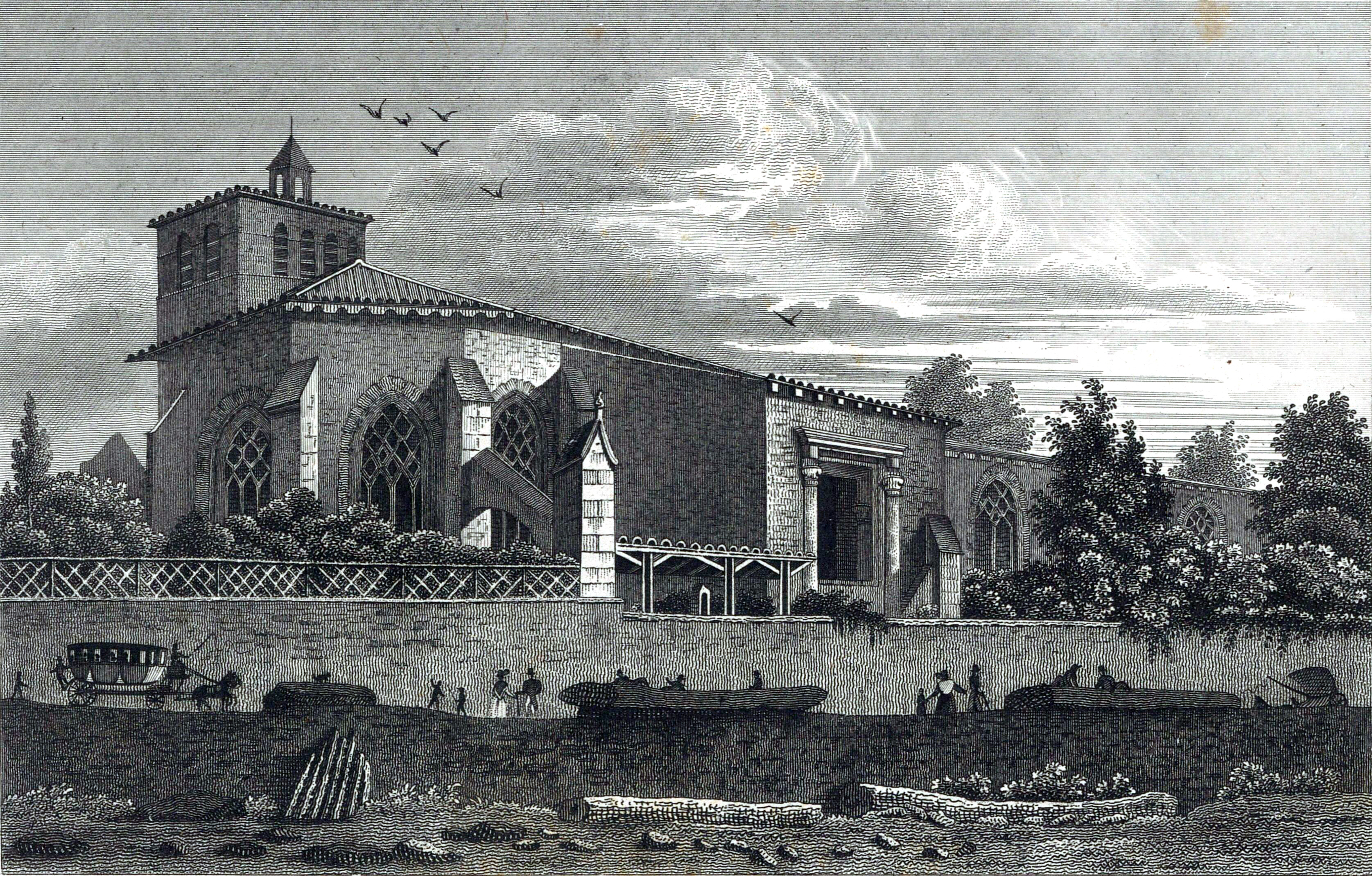
Église de l’Observance, estampe réalisée vers 1830
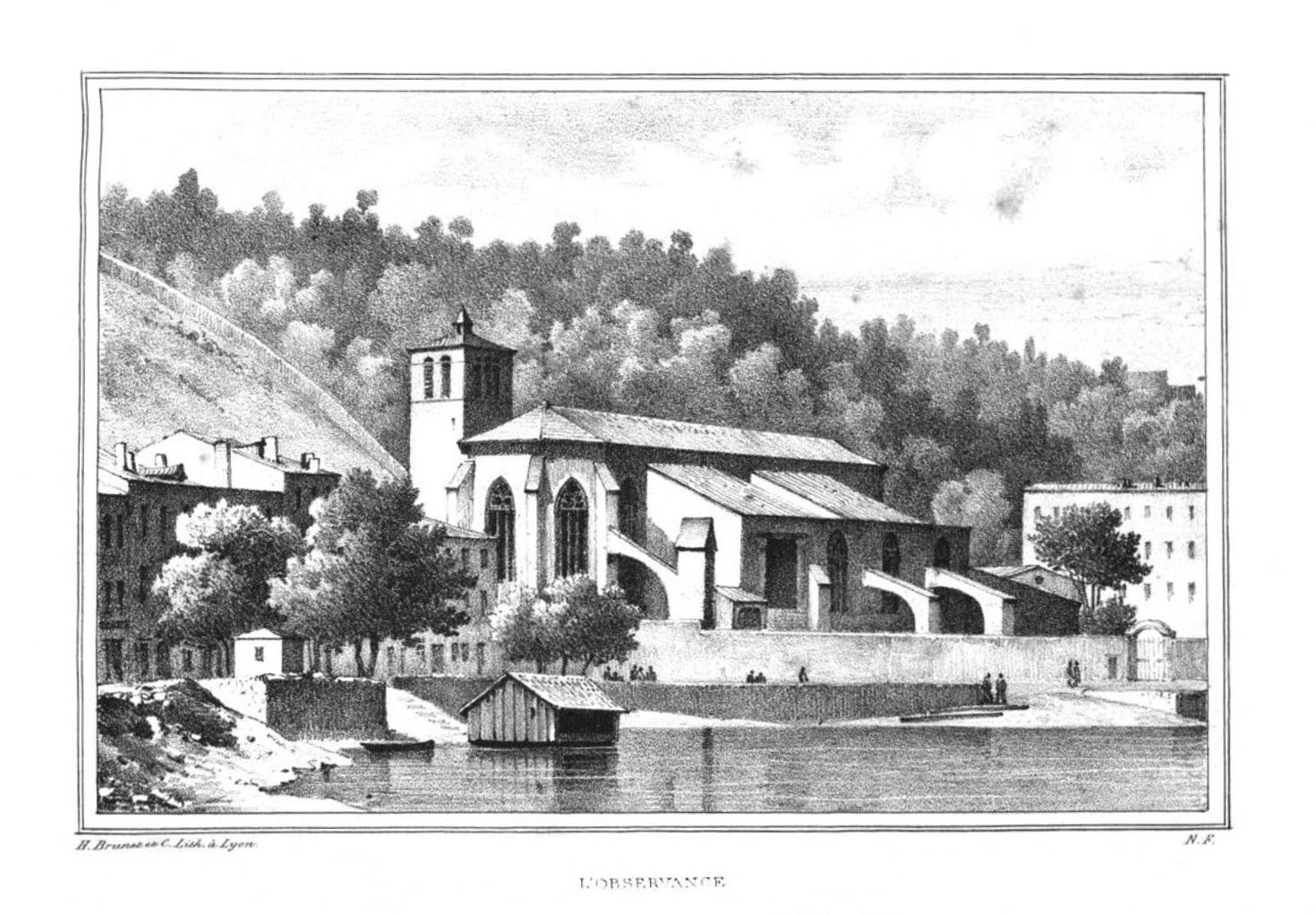
Lithographie de l'ancienne église de l'Observance de Lyon
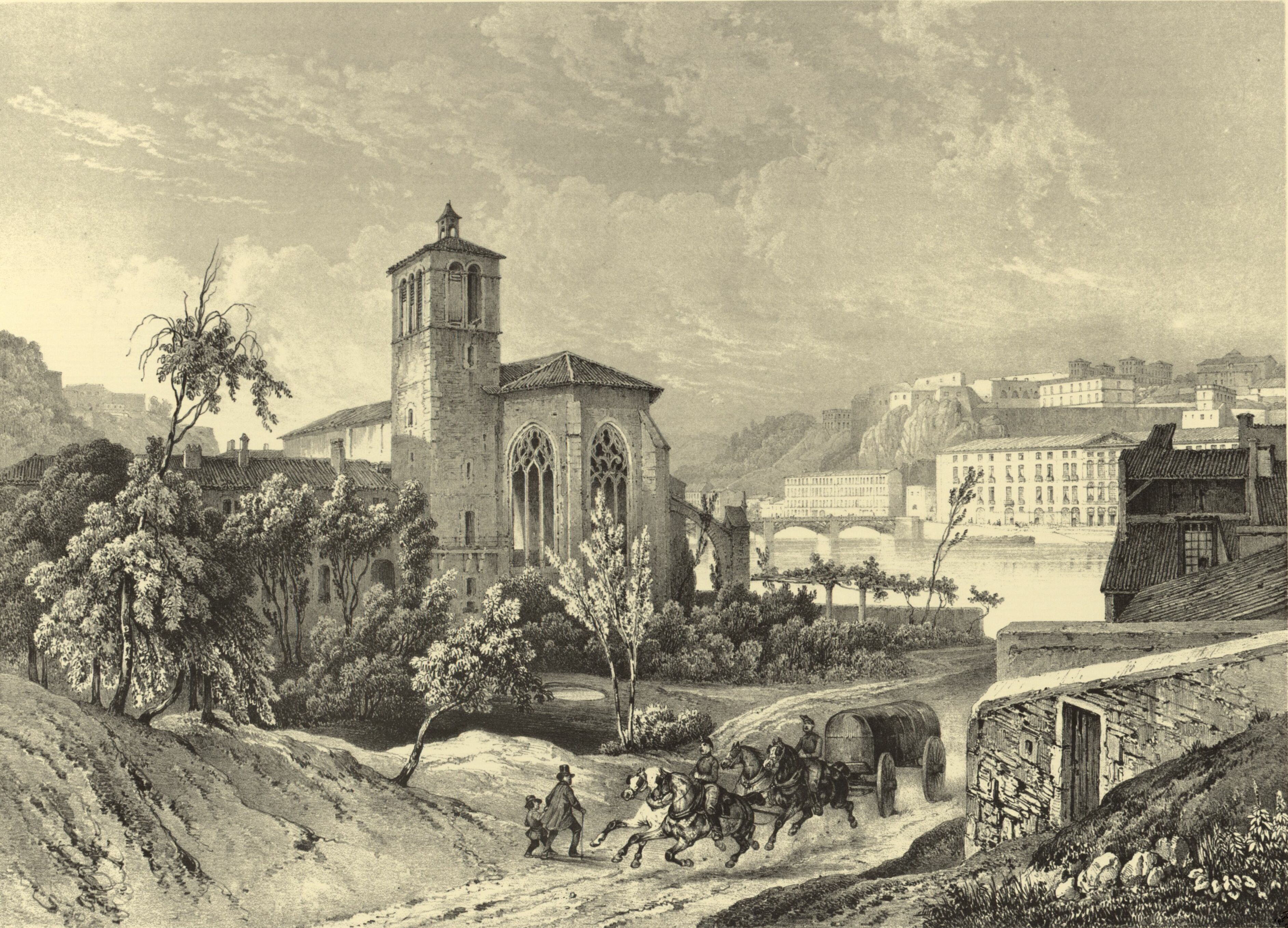
Vue depuis la montée de l’Observance
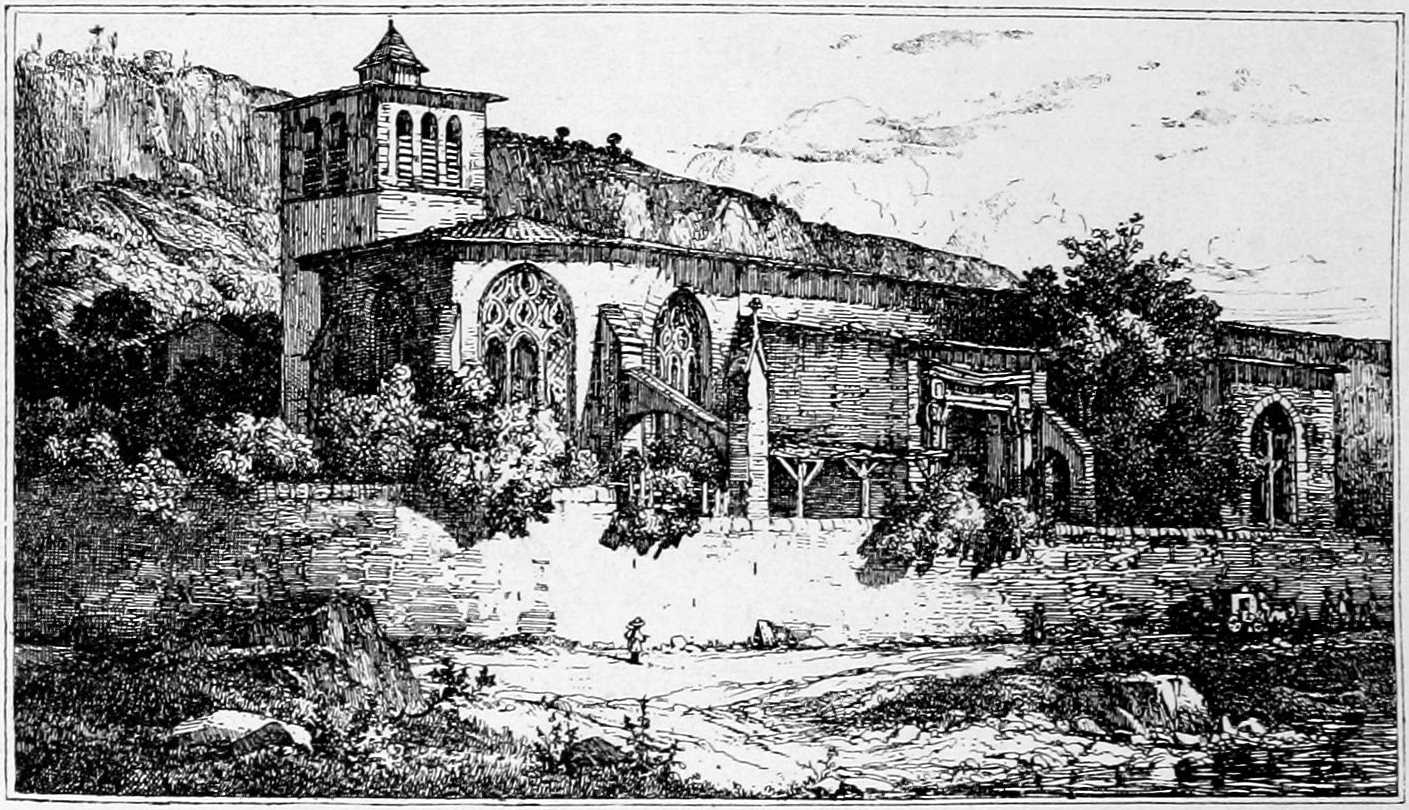
Ancienne chapelle des Cordeliers de l'Observance - dessin de Leymarie
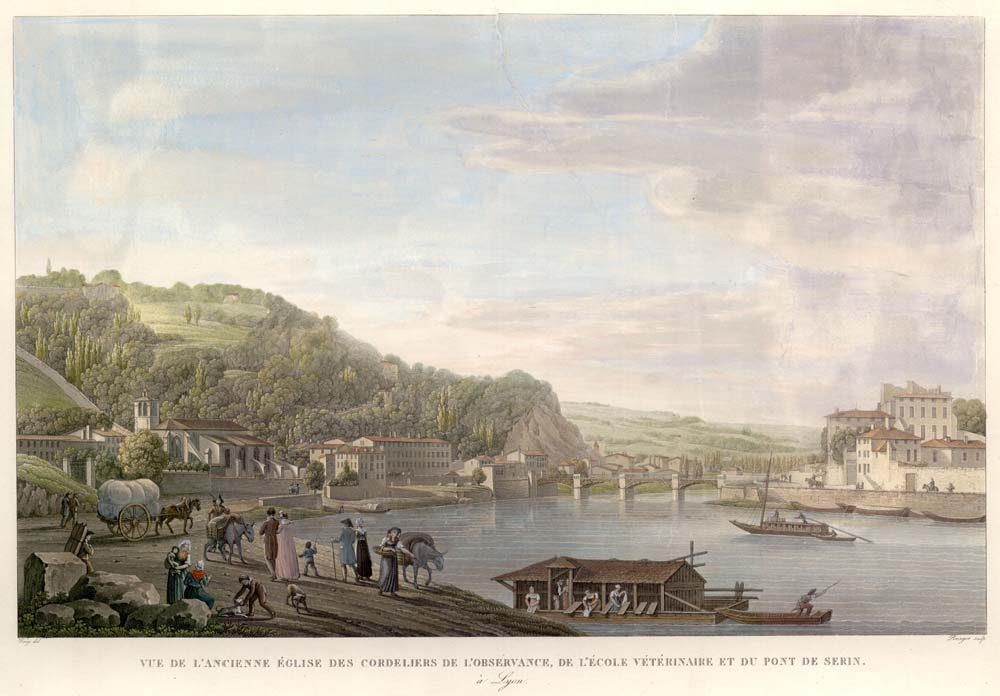
Situation en aval de l'école vétérinaire

## Au XIXe siècle
Les bâtiments sont confisqués à la Révolution et sont vendus le 27 août 1791. L'église des Cordeliers désaffectée et presque en ruine sert d'entrepôt, puis elle est affectée comme magasin de fourrage.
En frimaire de l'an V, novembre 1796, l'Ecole vétérinaire, qui se trouvait à la Guillotière, s'agrandit et s'installe dans la partie du cloître au nord du couvent sur le quai de la Saône. De nouveaux locaux sont installés pour les forges et l'écurie ainsi que différentes salles de cours pour les étudiants et d'infirmerie pour les animaux .
En 1818, la pépinière du jardin des plantes s'implante dans l'ancien jardin potager et devient le jardin botanique.
Le site attire les artistes inspirés par les ruines, Fleury Richard peint dans les années 1820 une série de tableaux tel : Intérieur de couvent, et plusieurs autres dans lesquels les ruines servent de décor.
Pour rendre l'église au culte, plusieurs projets de restaurations sont proposés par les architectes Flacheron en 1827, Chenavard en 1836; ils ne seront pas réalisés.
Un rapport du ministre de l'intérieur en 1837 affirme que « cette belle église du XVe siècle est très réparable », mais puisque rien n'est fait, les bâtiments sont détruits en 1846.
Le 5 août 1850, est inaugurée la nouvelle chapelle, dite de l'Observance, construite près du quai. l'architecte est Pierre Prosper Chabrol.
Cette dernière est démolie en 1936 pour élargir le chemin qui longe la Saône qui s'appelle quai Chauveau et permettre la construction du groupe scolaire nommé école Chevalier Bayard.

Chapelle de l'Observance construite au XIXe siècle
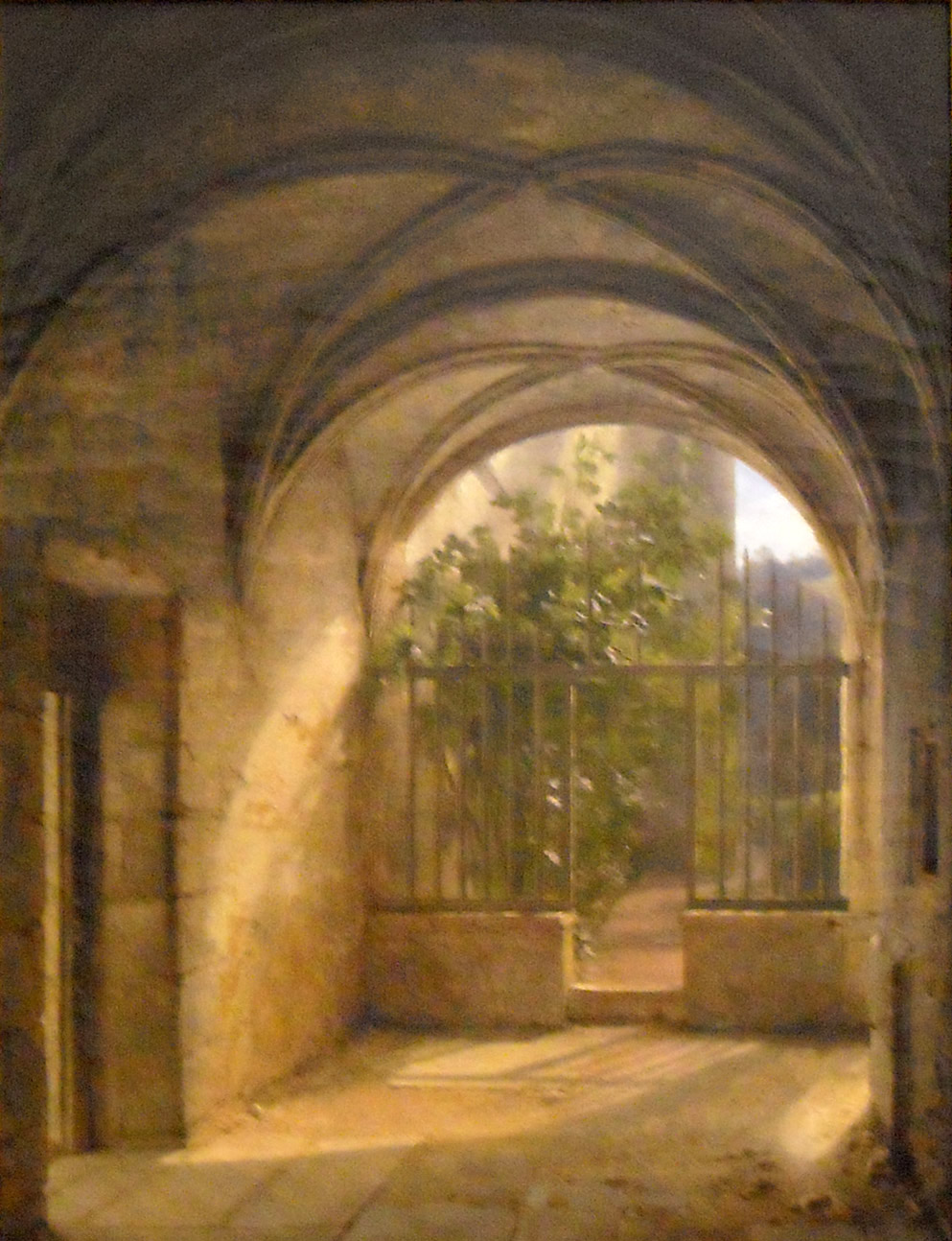
Intérieur de couvent par Fleury Richard.
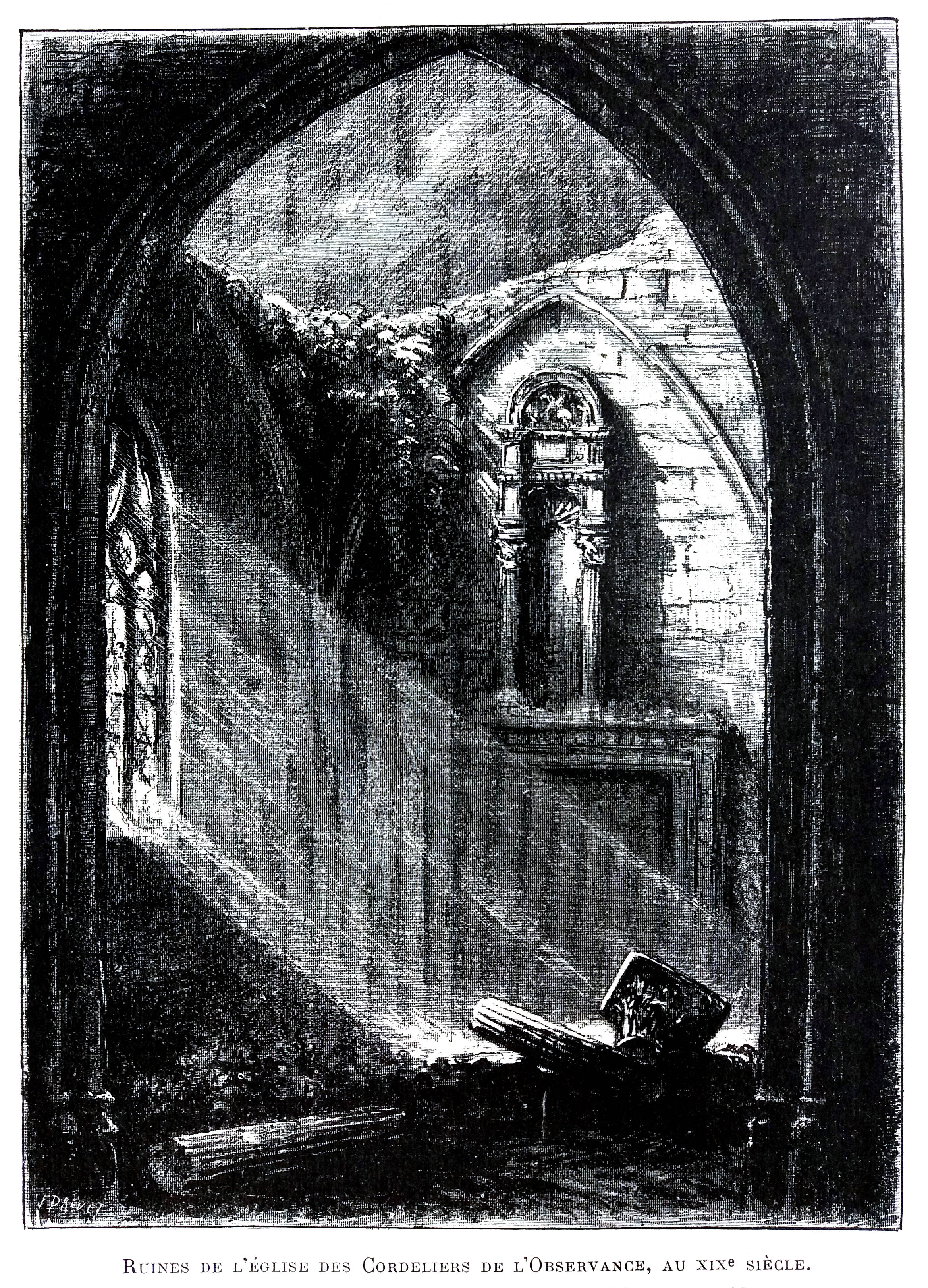
Ruine de l'église des Cordeliers de l'Observance, au XIXe siècle, dessin de Joannès Drevet.
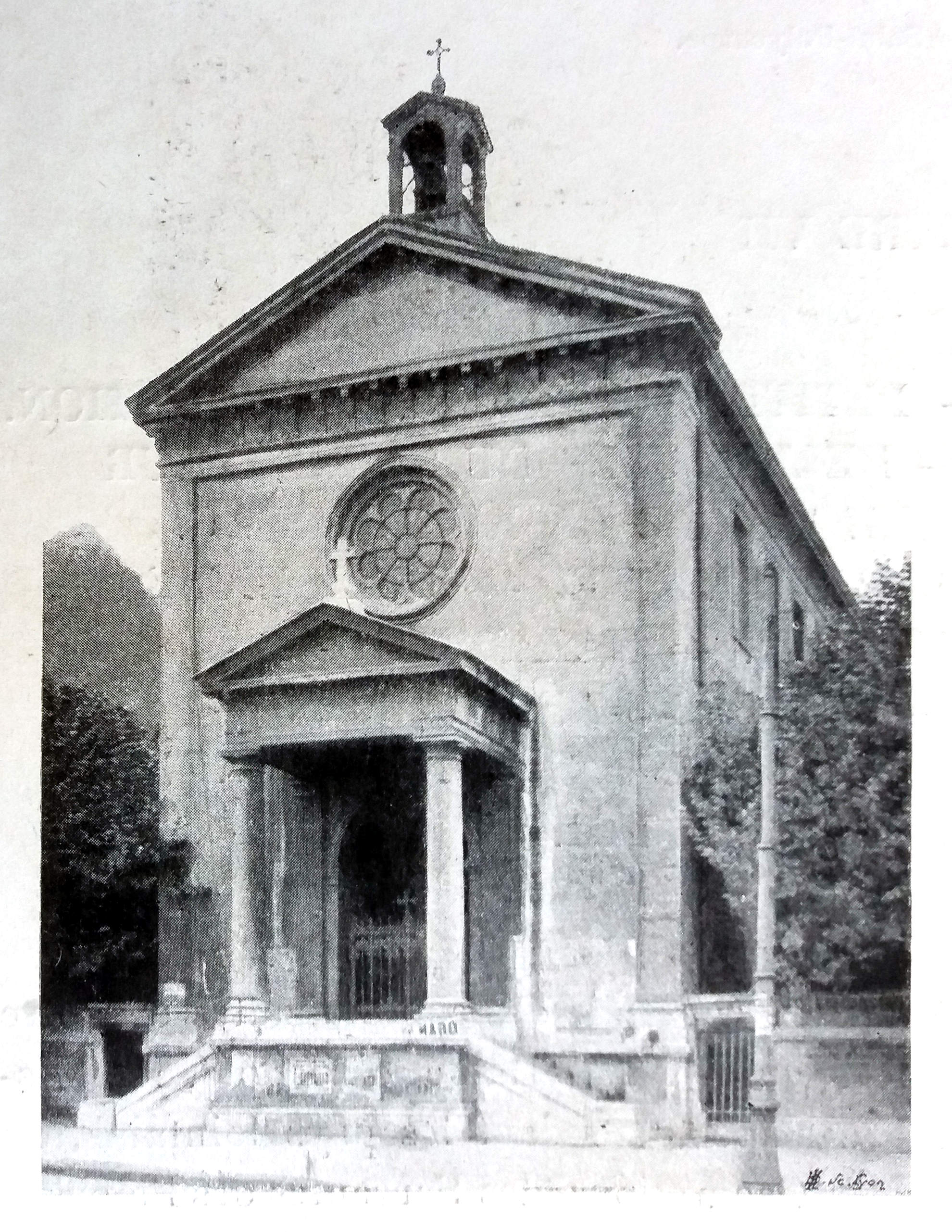
Chapelle de l'Observance construite au XIXe siècle
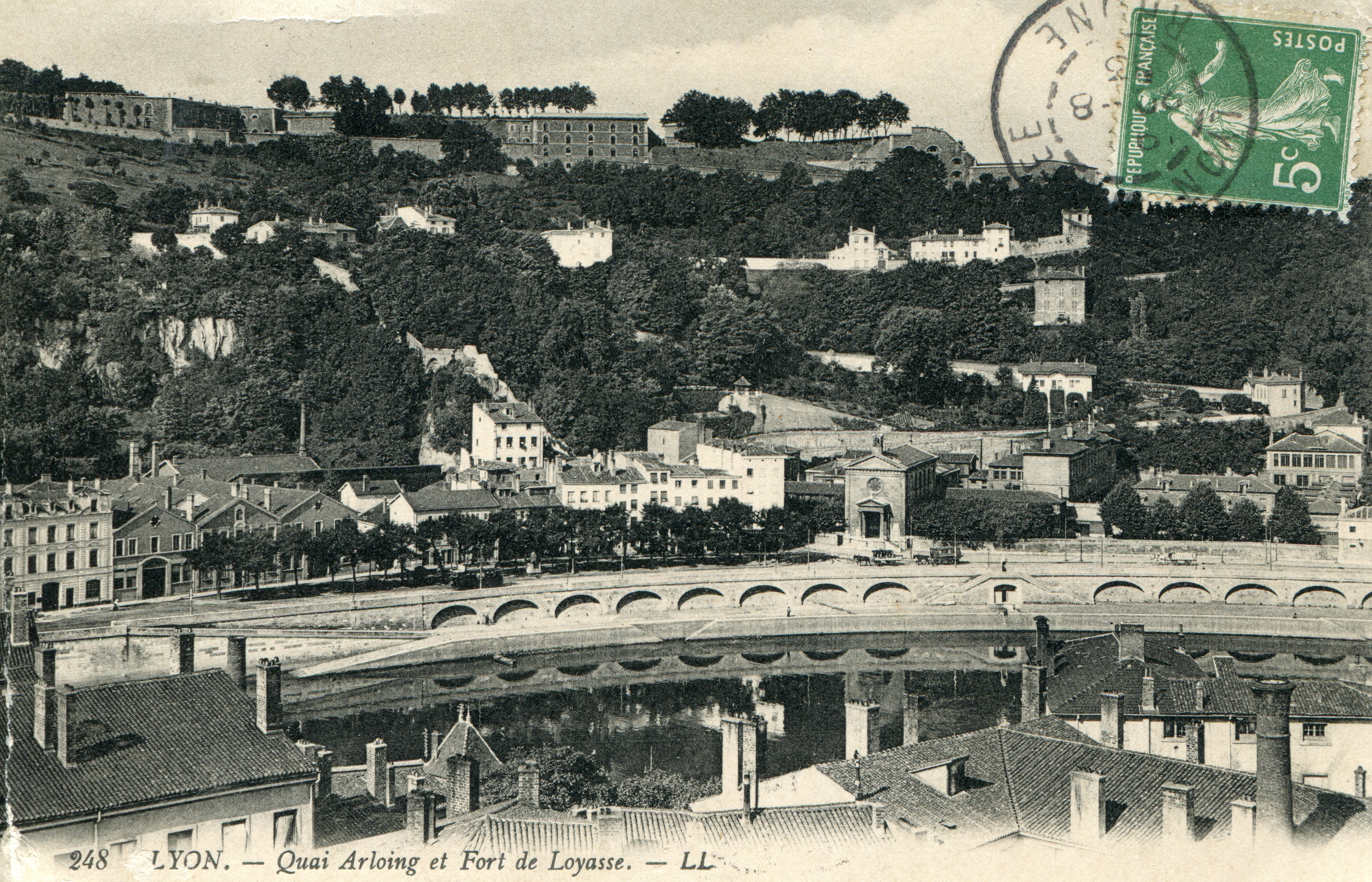
Situation sur le quai Chauveau